# Josip Juraj Strossmayer
Josip Juraj Strossmayer, hrvaški škof, prosvetitelj, mecen in politik, * 4. februar 1815, Osijek, Avstrijsko cesarstvo, † 8. maj 1905, Đakovo, Avstro-Ogrska.

## Življenje
Strossmayer je obiskoval gimnazijo v Osijeku in študiral teologijo v Đakovu, ter v Budimpešti, pri dvajsetih letih je doktoriral iz filozofije. Po posvetitvi za duhovnika leta 1838 je bil dve leti vikar v Petrovaradinu, potem pa je odšel na dunajski Avguštinej, kjer je leta 1842 doktoriral iz teologije in postal profesor kanonskega prava. Leta 1847 je postal dvorni kaplan in direktor Avguštineja, dve leti pozneje pa so ga na predlog hrvaškega bana Jelačića imenovali za bosansko-sremskega škofa v Đakovu. V letih od 1851 do 1896 je bil tudi apostolski vikar za Srbijo.
Med študijem v Budimpešti je sodeloval z Janom Kolarjem ter s češkima politikoma Františkom Palackým in Františkom Riegerjem. Zagovarjal je kulturno in politično zbližanje slovanskih narodov. V letih od 1860 do 1873 je bil idejni voditelj hrvaške Narodne stranke. Ko je imela Hrvaška možnost izbire, liberalno usmerjena stranka - h kateri se je nagibal - ni hotela pogodbe s "konzervativno" Avstrijo, ampak z "liberalno" Ogrsko, kar pa je pomenilo za Hrvate z dežja pod kap. Po tej neugodni pogodbi z Madžari leta 1873 se je umaknil iz političnega življenja.
Na cerkvenem področju je zagovarjal združitev katoliške in pravoslavne cerkve. Na vatikanskem koncilu leta 1870 je nasprotoval razglasitvi dogme o nezmotljivosti papeža prav zaradi mnenja, da bi to lahko oviralo združitev; bil je idealist in je podcenjeval vpliv brezbožnega nacionalizma, ki je bil pravzaprav glavna ovira ne le združenja, ampak kakršnegakoli resničnega zbliževanja. Dogmo je kljub svojemu stališču razglasil v svojem škofijskem glasilu. 
Pomembno vlogo je odigral tudi pri ustanovitvi Jugoslovanske akademije znanosti in umetnosti v Zagrebu (današnja HAZU) leta 1866 ter pri ustanovitvi zagrebške univerze leta 1874.